# Arachnothryx calycophylla
Arachnothryx calycophylla är en måreväxtart som beskrevs av Julian Alfred Steyermark. Arachnothryx calycophylla ingår i släktet Arachnothryx och familjen måreväxter. Inga underarter finns listade i Catalogue of Life.